# Nastia

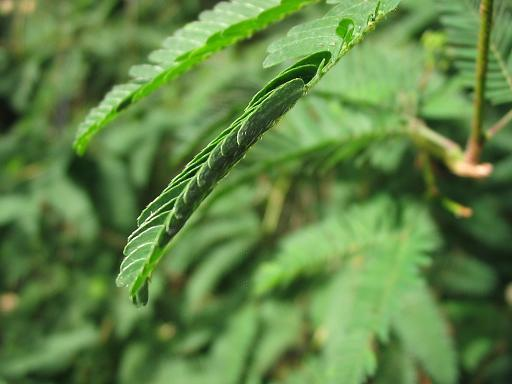
Sismonastia. El roce de un insecto o un herbívoro que intente comer sus hojas provoca una respuesta en la acacia o mimosa plegando sus hojas hasta parecer un tallo o rama, parte de la planta menos apetecible para el herbívoro.

Nastia es un movimiento pasajero de determinados órganos de un vegetal frente a un estímulo de carácter externo y difuso, basado en procesos de crecimiento o en el cambio de turgencia de grupos de células que varían su volumen mediante el control de la entrada y salida del agua; el movimiento resultante no está influido por la dirección del estímulo.
Son movimientos activos, reversibles y responden a un estímulo, pero no son orientados por él, eso significa que la planta puede recibir desde cualquier lado el estímulo pero esto no influye en la dirección en que va a reaccionar. Afecta a órganos planos como los pétalos, hojas tiernas y órganos de crecimiento longitudinal, como ramas, hojas, zarcillos, etc. Se clasifican de acuerdo con el estímulo que lo desencadena.
Pueden ser de varios tipos:
- Fotonastia: respuesta temporal de una planta ante un estímulo lumínico; al desaparecer dicho estímulo, la planta regresa a su estado anterior.
- Geonastia: nastia producida por la gravedad y debida a la dorsiventralidad fisiológica del órgano vegetal.
- Haptonastia o tigmonastia: respuesta por contacto, como los zarcillos de numerosas plantas. La mayor diferencia con la sismonastia es la forma en que se produce la reacción al estímulo: en esta se produce un mayor crecimiento del flanco opuesto al contacto, en cambio en la sismonastia el movimiento de los órganos vegetales se produce por cambios en la turgencia, siendo estos mucho más rápidos que aquellos.
- Hidronastia: respuesta a la humedad del ambiente, como en la apertura de los esporangios en los helechos.
- Quimionastia: respuesta a agentes químicos, como variaciones en el pH, actividad de agua, etc.
- Nictinastia: cuando el estímulo es la sucesión día-noche y la respuesta es la posición de las hojas.
- Sismonastia: es producida cuando el estímulo es un golpe o la sacudida del vegetal, como el movimiento de las plantas carnívoras o algunas mimosas.
- Termonastia: respuesta a las variaciones de temperatura, como el cierre de la flor del tulipán.
- Traumatonastia: respuesta producida por una herida o como consecuencia de esta.